# Thermosiphon (Dampfkessel)

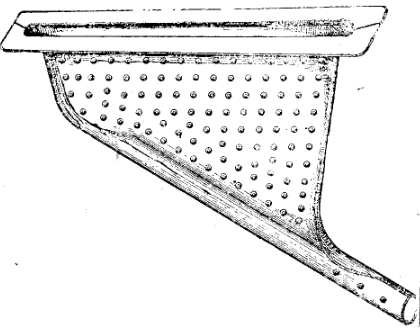
Ein Nicholson-Thermosyphon vor dem Einbau in die Feuerbüchse eines Dampflokomotivkessels.

Der Thermosiphon, auch Wasserkammer oder Wassertasche, ist ein Wärmetauscherelement in der Feuerbüchse von Dampflokomotivkesseln oder im Flammrohr von Großwasserraum-Dampfkesseln, wobei in einer Anlage meist mehrere Elemente verbaut sind. Der Thermosiphon ist direkt der Strahlungswärme von der Verbrennung ausgesetzt, sodass er im Verhältnis zu seiner Größe eine hohe Verdampfungsleistung hat. Die nahezu senkrechte Anordnung bewirkt durch den Thermosiphon-Effekt eine gute Wasserzirkulation im Kessel. Das aufgeheizte Wasser steigt im Thermosiphon hoch und zieht kaltes Wasser in das Wärmetauscherelement nach.

## Geschichte

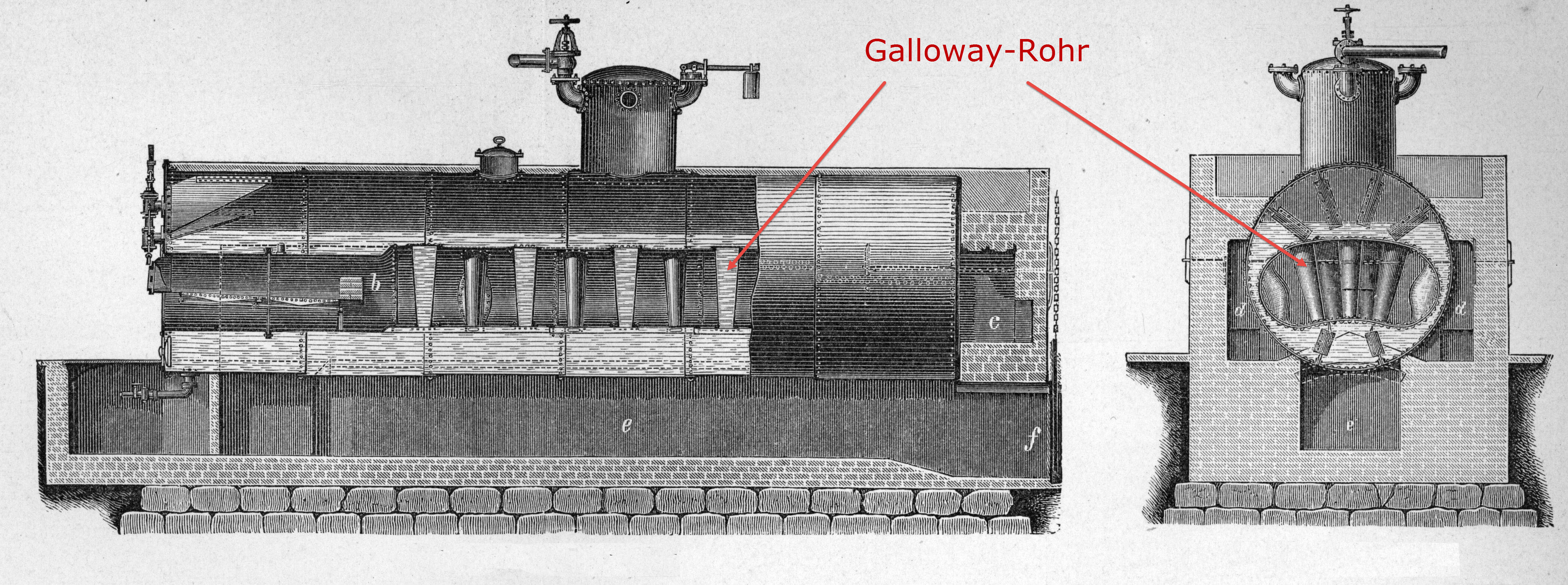
Dampfkessel mit Galloway-Rohren

### Stationäre Anlagen
Das Konzept eines Dampfkessels mit Wasserumwälzung durch Ausnutzung des Thermosiphon-Effektes begann mit stationären Großwasserraumkessel. In deren Flammrohr wurde erstmals in den 1840er-Jahren senkrecht oder schräg verlaufende Rohre eingebaut, die das erwärmte Unterkesselwasser zum Oberkesselwasser aufsteigen lassen und es gleichzeitig der Hitze der Rauchgase aussetzt und dadurch noch weiter erwärmen lassen. Eine zweite Funktion dieser Rohre war die Aussteifung des Flammrohrs im Kessel.

Diese erste Form des Thermosiphons wurde durch die Firma W & J Galloway & Sons verfeinert und 1849 zum Patent angemeldet. Sie führte die Rohre konisch aus, so dass sie während der Montage leichter in das Flammrohr eingeführt werden konnten. Diese Bauform setzte sich für stationäre Anlagen durch und wird nach dem Erfinder als Galloway-Rohre bezeichnet.

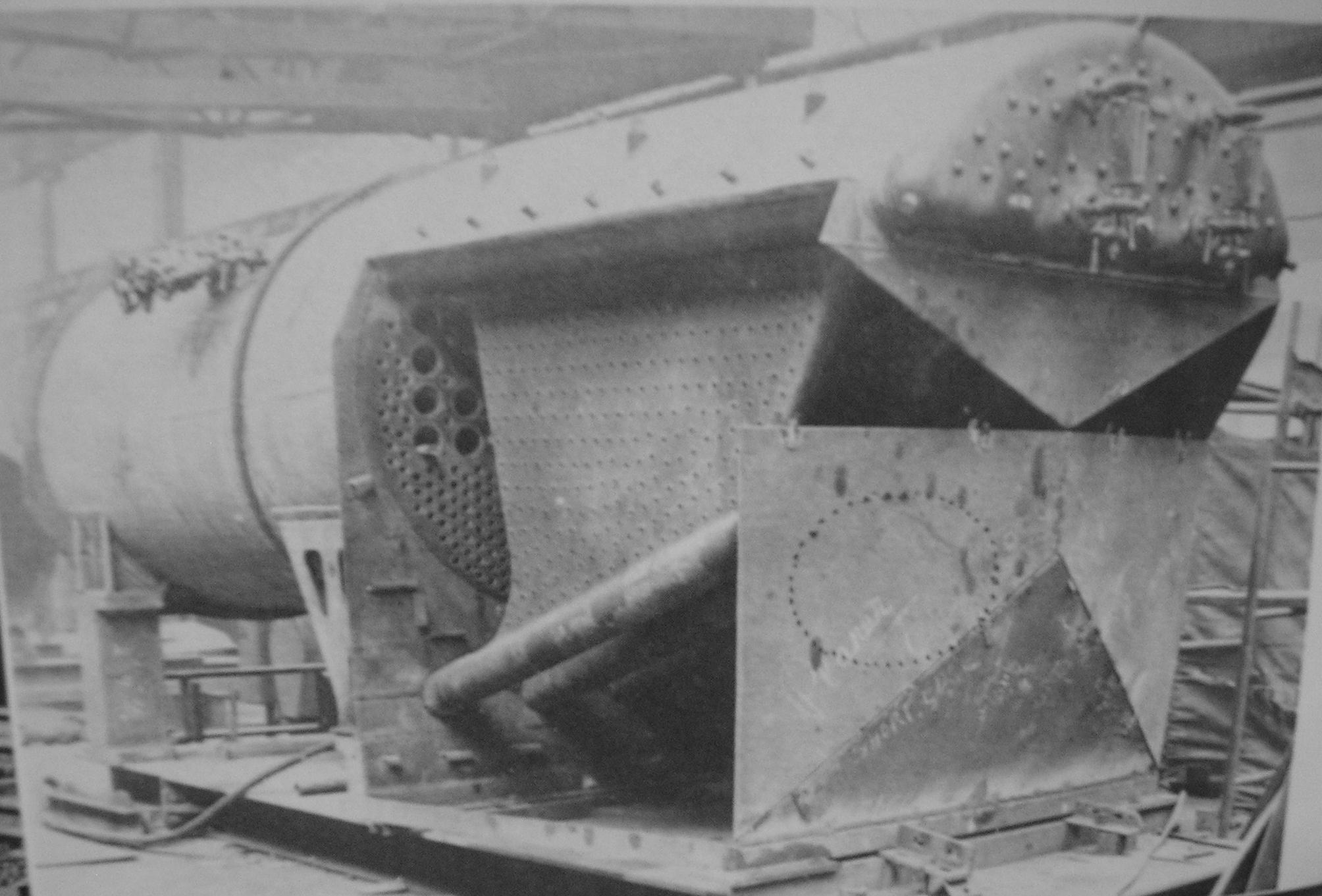
Dampflokomotivkessel der SR-Klasse Leader aus dem Jahre 1948. In der Feuerbüchse sind vier Nicholson-Thermosyphon verbaut.

### Dampflokomotivkessel
Für Lokomotiven mussten besonders leichte und platzsparende Kessel konstruiert werden. Trotzdem sollte aber eine möglichst hohe Verdampfungsleistung erzielt werden. Zu diesem Zweck entwickelte der englische Ingenieur John L. Nicholson den nach ihm benannten Nicholson-Thermosyphon. Das Patent wurde 1918 eingereicht und durch die  Locomotive Firebox Co. in Chicago verwertet, später auch von Beyer-Peacock. Die ersten mit dieser Neuentwicklung ausgerüsteten Lokomotiven wurden bei der Milwaukee Road eingesetzt. Bei Vergleichsversuchen konnte gezeigt werden, dass eine mit Thermosiphons ausgerüstete Lokomotive bis zu 25 % Kohle einspart gegenüber einer ohne diese Wärmetauscherelemente.